# Теванян, Аветис
Эви Теваня́н (англ. Avadis «Avie» Tevanian, арм. Ավետիս Թեվանյան) — один из главных разработчиков операционной системы Mac OS X от Apple. Эви работал в Apple с февраля 1997 по март 2006 года.

## Биография
Эви Теванян — американец армянского происхождения, родившийся в Уэстбруке (штат Мэн).
Он получил степень бакалавра в области математики в Рочестерском университете и степени магистра и доктора в области компьютерных наук в Университете Карнеги — Меллона.
В университете Карнеги—Меллона Теванян, совместно с Ричардом Рашидом, создал микроядро Mach, ставшее основой операционной системы NeXT, а затем и новой Mac OS X.
Теванян работал в компании NeXT Computer и позднее в Apple — в обоих случаях по приглашению Стива Джобса.
Но основная заслуга Теваняна — не создание ядра. После того как Apple купила NeXT, Теванян, пришедший в Apple вместе со Стивом Джобсом, возглавил отделение программных технологий и занимал эту должность до июля 2003 года.
В 2003 году Теванян стал старшим вице-президентом Apple Computer по программным разработкам, его бывший пост занял Бертран Серлет — подчинённый и коллега Теваняна с 1989 года, ещё со времён NeXT.
Он смог выпустить новую операционную систему Apple — задача, с которой не сумел справиться больше никто. Именно благодаря управляющему гению Теваняна вышла в срок «девятка», последняя версия «классической» Mac OS, а за период с 2001 по 2003 год, пока единственной ОС Microsoft оставалась Windows XP, свет увидело три крупных версии Mac OS X, каждая из которых была быстрее, лучше и удобнее предыдущей.
Теванян задал высокие стандарты ПО Apple и определил общую идеологию его развития на много лет вперёд.
В судебном разбирательстве United States v. Microsoft Теванян был свидетелем Департамента юстиции США, давая показания против Microsoft.
31 марта 2006 года Теванян покинул Apple.
В мае 2006 года Теванян вошёл в совет директоров Tellme Networks. компании, занимающейся разработкой голосовых приложений для телефонных сетей (куплена в марте 2007 года Microsoft), а затем — занимающейся встраиваемыми системами Green Hills Software.
12 января 2010 года частной акционерной компанией Elevation Partners было объявлено, что Теванян пришёл в фирму в качестве управляющего директора. Бывший финансовый директор Apple Фред Д. Андерсон, являющийся управляющим директором и сооснователем Elevation Partners, сказал следующее:

«Эви и я работали вместе в компании Apple на протяжении многих лет, и я всегда восхищался его инженерным талантом и лидерскими качествами, его стратегическим видением того, как программное обеспечение может изменить компании и их способность выполнять каждодневные задачи. Мы гордимся тем, что он принял решение присоединиться к команде Elevation и верим, что он откроет в себе новые способности и с его помощью мы сможем совершить новые выгодные инвестиции.»